# Serpophaga munda
Serpophaga munda là một loài chim trong họ Tyrannidae.